# Old school (hip hop)
L'hip hop old school (detto anche old rap) indica il primo periodo di sviluppo della musica hip hop. Il 1979 è indicato spesso come l'anno di nascita dell'old school. L'old school hip hop si sarebbe concluso intorno al 1983, a causa del cambiamento sia nella tecnica di rapping sia nei ritmi e negli accompagnamenti musicali.
Le immagini, gli stili e i suoni di questo periodo sono esemplificati in personaggi come Grandmaster Flash, Afrika Bambaataa, DJ Kool Herc, Treacherous Three, Funky Four Plus One, Kurtis Blow, The Sugarhill Gang, Melle Mel, Spoonie Gee, Kool Moe Dee, Busy Bee Starski, Lovebug Starski, The Cold Crush Brothers, Warp 9, T-Ski Valley, Grandmaster Caz, Doug E. Fresh, The Sequence, Jazzy Jay, Rock Steady Crew e Fab Five Freddy. È caratterizzato da una tecnica di rapping semplice e argomenti spesso collegati alle feste.
La pubblicazione nel 1982 di The Message realizzato da Duke Bootee e Melle Mel, ma pubblicato come un prodotto di Grandmaster Flash and The Furious Five, segna l'arrivo del commento sociale nell'hip hop, dando la possibilità ad artisti quali Public Enemy ed N.W.A di creare un'identità basata su argomenti socialmente consapevoli negli anni successivi. I rapper più popolari in seguito furono N.W.A, The Wu-Tang Clan, Ice Cube, Eazy-E, Run-DMC, Dr. Dre e altri pionieri. I rapper old school sono ampiamente apprezzati per aver contribuito all'evoluzione del genere.